# Wiedensee
Der Wiedensee (historischer Name auch Wein See) ist ein kleiner See in einem Erdfall etwa 3,5 km südlich von Herzberg am Harz und 2 km südwestlich von Scharzfeld im Landkreis Göttingen in Niedersachsen.
Der Erdfall hat etwa 80 m Durchmesser und ist 18 m tief. Die Wassertiefe unterliegt Schwankungen und beträgt im Mittel etwa 9–10 m. Nach der Schneeschmelze ist der Wasserstand am höchsten. Der zu- und abflusslose See ist ein geschützter Landschaftsbestandteil und liegt am Karstwanderweg. Der Wasserstand liegt wenige Meter unter dem Bett der Oder, welche gut 400 m weiter nördlich fließt. Das Alter des Sees ist nicht bekannt, die auf der Infotafel am See angegebene Schätzung liegt bei 9000 Jahren.

## Bildergalerie

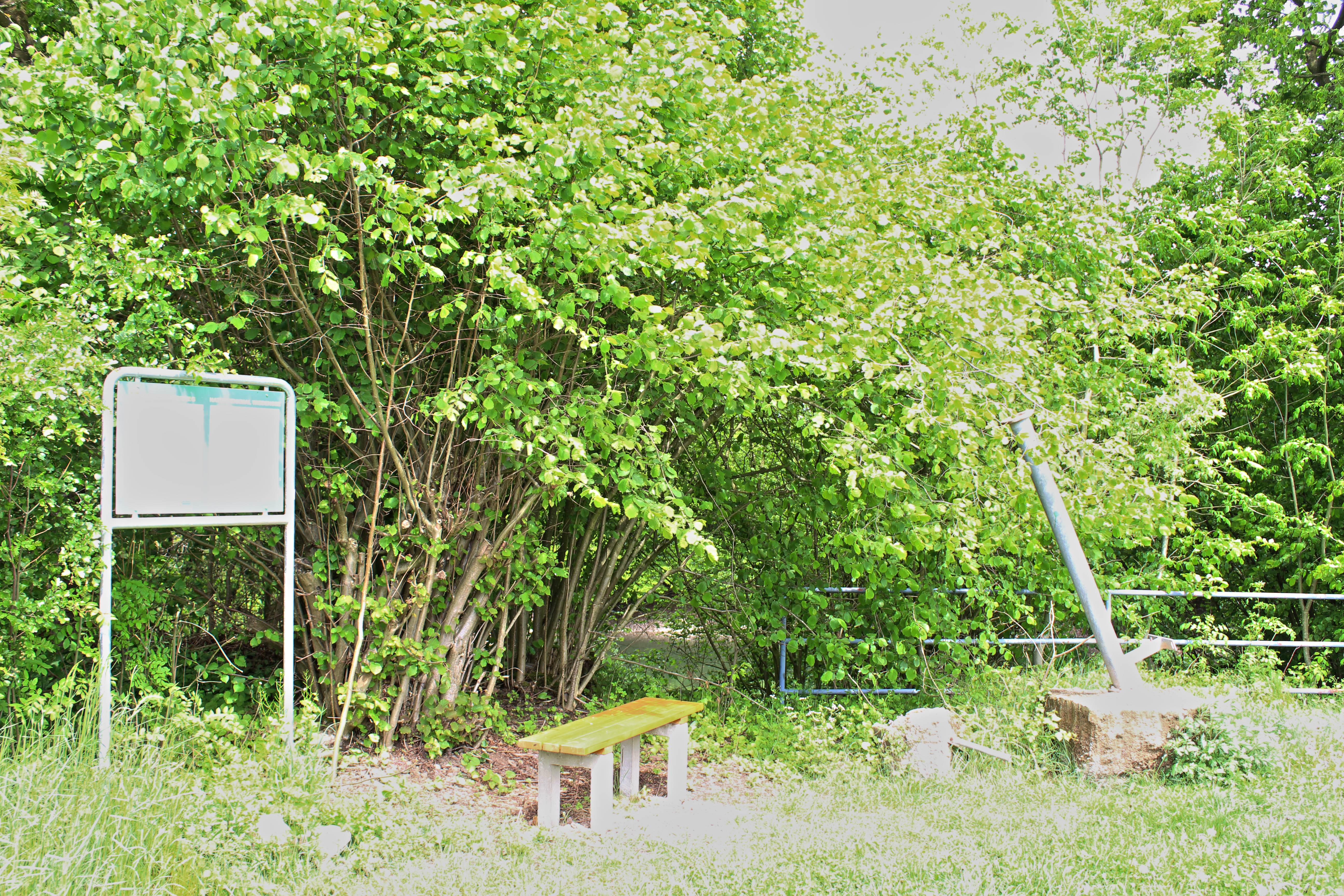
Rastplatz am Wiedensee, Mai 2014
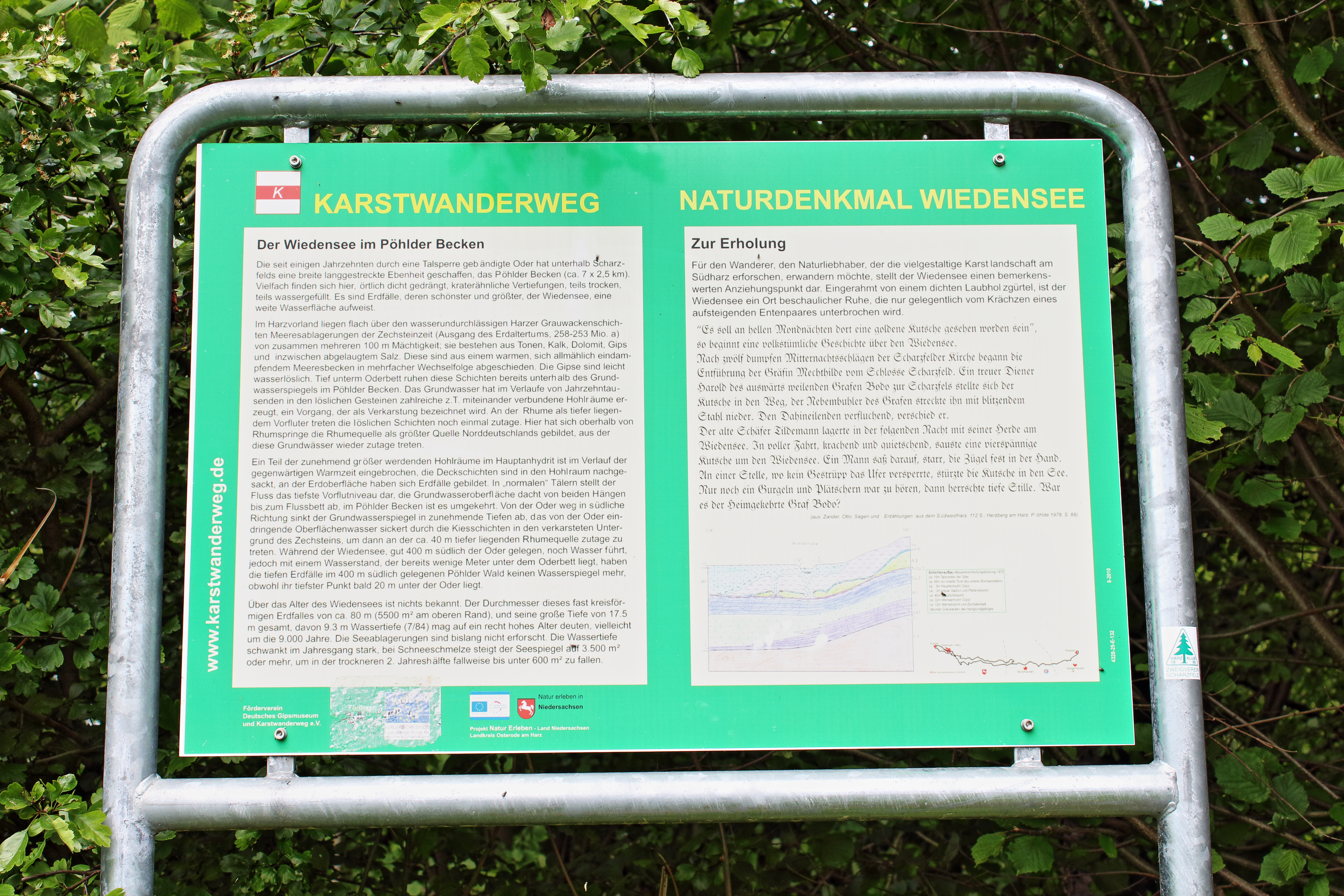
Infotafel am Rastplatz
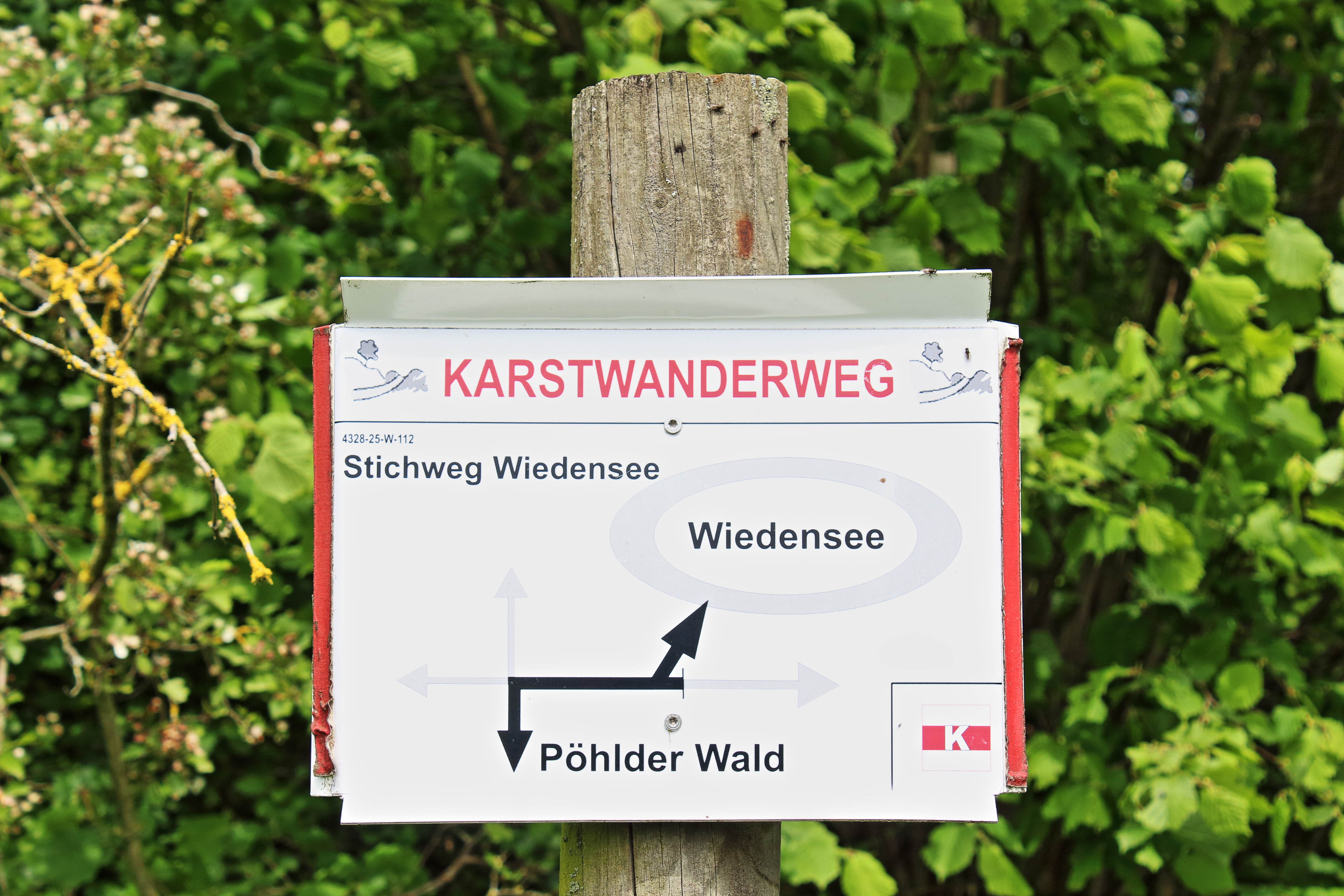
Karstwanderweg-Schild bei Scharzfeld